# Sarlala (Ort, Maubisse)
Sarlala ist eine osttimoresische Siedlung im Suco Maubisse (Verwaltungsamt Maubisse, Gemeinde Ainaro). Sie befindet sich in der Aldeia Sarlala, auf einer Meereshöhe von 1711 m. Eine kleine Straße führt aus dem Suco Lequitura (Verwaltungsamt Aileu, Gemeinde Aileu) durch die Aldeia Sarlala und durch den gleichnamigen Ort, wo sie in der Nähe der Grundschule endet.
Südöstlich liegen der Ort Hato-Fae und die Stadt Maubisse, südlich das Dorf Hautado.